# 社交電視
社交電視泛指能夠在看電視（或電視內容）情境下支援傳播及社交互動的任何技術，並包含能夠研究電視相關的社交行為、裝置及網絡。社交電視系統在電視內容的基礎上，直接透過螢幕或其他額外裝置，可能可整合語音傳播、文字聊天、情境感知（context awareness）、電視推薦、收視率調查或視訊聚會等服務。
社交電視是當前熱門的研發領域，電視系統業者或內容供應商紛紛透過此新興服務尋求新營收的來源。大部份的社交軟體系統目前都還在概念階段或是beta版，但已有Tunerfish及Boxee等平台已開始商業運作。Miso、Fanwave.TV（從台灣起家的社交電視業者）、Tunerfish、 FunTalkTV 等都是直接面對消費者的提供服務的平台，但也有一些白牌的社交電視平台（如LiveHive Systems and Ex Machina's PlayToTV）出現，讓電視廣播網或系統業者得以推出自家的社交電視應用。
社交電視在2010年時被視為《MIT科技評論》認為是10個最重要的未來技術 。在2011年，Wired Magazine的編輯David Rowan將社交電視列為2011六大科技趨勢的第3名。